# Карл-Костянтин Габсбурґ-Лотаринґен
Карл-Костянтин Міхаель Стефан Марія Габсбурґ-Лотаринґен (нім. Karl-Konstantin Michael Stephan Maria Habsburg-Lothringen; 20 липня 2004, Будапешт) — ерцгерцог Австрії, син титулярного крон-принца Австро-Угорщини Георга Габсбурґ-Лотаринґен та герцогині Еіліки Олденбурзької.

## Біографія
Титулярний ерцгерцог Австро-Угорський Карл-Костянтин народився 20 липня 2004 р. у Будапешті. Єдиний син Георга Габсбурґ-Лотаринґен та княгині Еіліки Ольденбургської. 
Станом на 2018 рік вважається третім в черзі на наслідування титулу Імператора Австро-Угорського престолу. Правнук імператора Карла I та онук Отто фон Габсбурґа. 
Через свого дідуся по матері є нащадком короля Великої Британії Георга II.